# Valentino Babini
Valentino Babini (Novi di Modena, 5 dicembre 1889 – Modena, 29 dicembre 1952) è stato un generale italiano.
Ufficiale di fanteria pluridecorato del Regio Esercito, prese parte alla conquista della Libia, alla prima e alla seconda guerra mondiale e anche alla guerra civile spagnola. Tra le due guerre mondiali fu uno dei fondatori dell'arma corazzata italiana, e in Africa settentrionale italiana fu comandante della Brigata corazzata speciale "Babini". Catturato dagli inglesi durante l'Operazione Compass rientrò in Italia nel 1946, per essere messo a riposo poco tempo dopo. Riammesso in servizio su disposizione del Ministro della Difesa Pacciardi nel 1949, morì in un incidente stradale.

## Biografia
Nacque a Novi di Modena il 5 dicembre 1889, e si arruolò nel Regio Esercito entrando nelle Regia Accademia Militare di Fanteria e Cavalleria di Modena il 3 novembre 1907. Ne uscì due anni dopo con il grado di sottotenente dell'arma di fanteria, assegnato al 70º Reggimento. Nel 1911 passò a domanda presso l'84º Reggimento fanteria "Venezia", e con tale reparto prese parte alle fasi iniziali della guerra italo-turca. Si distinse nel mese di ottobre durante il consolidamento della testa di ponte di Tripoli, e successivamente a Bu Meliana, Zanzur e a Sciara Zauri. Nel corso del 1912 fu promosso tenente, e nel marzo del 1913 fu decorato con la medaglia di bronzo al valor militare. Rientrato in Patria chiese, e ottenne, di partecipare ad un corso per piloti di dirigibili, ma con l'entrata in guerra del Regno d'Italia, il 24 maggio 1915, ritornò presso i reparti di fanteria come comandante di compagnia. L'8 agosto dello stesso anno è promosso capitano, e il 29 ottobre si distinse durante l'occupazione del Col di Lana meritandosi la Medaglia d'argento al valor militare. Nel corso del 1917 è stato promosso maggiore, e il 3 novembre dello stesso anno, durante le fasi della ritirata di Caporetto si distinse nella difesa del ponte di Pinzano, sul Tagliamento, meritandosi una seconda Medaglia d'argento al valor militare.
Il 5 dicembre 1921 ritornò in Cirenaica per prendere parte alle operazioni di riconquista della Colonia, rientrando in Italia nell'ottobre del 1925. Il 12 dicembre dello stesso anno è assegnato al Reparto Carri Armati in cui passò i successivi dodici anni, proseguendo la sua carriera militare con le promozioni a tenente colonnello (1926) e a colonnello (31 dicembre 1936) comandante il 3º Reggimento fanteria carrista.
Il 25 aprile 1937 partì volontario per la Spagna come Comandante del Raggruppamento Carristi e Reparti Specialisti, distinguendosi durante la battaglia di Aragona (14-16-21 marzo 1938). Decorato con una terza medaglia d'argento al valor militare il 2 ottobre 1938 assunse il comando della Divisione CC.NN. "Frecce Nere", e il 16 febbraio 1939 è stato promosso al grado di generale di brigata per meriti di guerra. Rientrato in Patria nel giugno di quell'anno, nel mese di settembre partì per l'Africa Settentrionale Italiana, assegnato con il ruolo di vicecomandante, alla 61ª Divisione fanteria "Sirte", rimanendovi sino al 28 agosto 1940, in piena seconda guerra mondiale.
Dal 29 agosto assunse il comando delle forze corazzate presenti in Libia. Si trattava di sette battaglioni di carri leggeri L3/35 e due di carri medi M11/39. I reparti ai suoi comandi appoggiarono l'avanzata della 10ª Armata del Maresciallo d'Italia Rodolfo Graziani su Sidi El Barrani, e subito dopo l'esaurirsi dell'offensiva vennero raggruppati in una Brigata corazzata speciale che prese il nome del suo comandante. Nel dicembre del 1940 il generale Wavell lanciò la controffensiva britannica  che condusse alla disordinata ritirata dei reparti italiani, ed egli fu fatto prigioniero ad Agedabia il 7 febbraio 1941, non senza prima aver guidato coraggiosamente la sua brigata nel coprire la ritirata all'armata italiana.
Rientrato in Italia nel 1946 viene promosso al grado di generale di divisione con anzianità dal 1º luglio 1942, e promosso generale di corpo d'armata nel 1947. Il 7 luglio di quello stesso anno viene collocato a riposo d'autorità per aver partecipato alla guerra civile spagnola nelle file delle truppe legionarie. Riammesso in servizio il 14 ottobre 1949 su decisione del Ministro della Difesa Randolfo Pacciardi, assume il comando della Divisione fanteria "Aosta", e nel 1950 l'incarico di Ispettore generale dell'Arma di Fanteria. Nel marzo del 1952 divenne Vice Presidente della Sezione Esercito del Consiglio Superiore delle Forze Armate, ma decedette in un incidente stradale il 29 dicembre dello stesso anno.
In sua memoria gli venne intitolata una caserma e una via a Bellinzago Novarese.

### Annotazioni
1. ↑  Durante questo combattimento egli ricevette un encomio solenne per il coraggio dimostrato.
2. ↑  Conferitagli il 4 aprile 1938.
3. ↑  Con la seguente motivazione: Comandante di una divisione legionaria, ne temprava mirabilmente la preparazione e lo spirito. Capo capace e valoroso guidava i suoi reparti, al vittorioso forzamento di un fiume in piena, potentemente sistemato a difesa. In successive operazioni confermava brillanti qualità di comandante. Battaglia di Catalogna, 23 dicembre 1938 – 4 febbraio 1939.
4. ↑  In quello stesso anno fu tra i fondatori dell'Associazione Nazionale Carristi d'Italia, successivamente regolarizzata con atto notarile in Roma il 19 maggio 1952.
5. ↑  Che combatte nelle file delle forze repubblicane durante il conflitto spagnolo.

### Fonti
1. ↑  Generals.
2. ↑  Decreto Luotenenziale 9 settembre 1915 pubblicato in Gazzetta Ufficiale del Regno d'Italia n.243 del 2 ottobre 1915.
3. ↑  Walker 2013, p. 32.
4. ↑  Walker 2013, p. 40.
5. ↑  Ceva 2010, p. 358.
6. 1 2  Latimer, Laurier 2013, p. 20.
7. 1 2  Walker 2013, p. 27.
8. 1 2 3  Walker 2013, p. 63.
9. ↑  Sito web del Quirinale: dettaglio decorato.
10. ↑  Gazzetta Ufficiale del Regno d'Italia n.228 del 5 ottobre 1938.